# Foot fauteuil
Le foot fauteuil (en anglais, powerchair football) est une variante du football pratiquée par des personnes handicapées en fauteuil électrique. Ce sport est rattaché à la fédération française handisport. Il existe aussi la fédération internationale de foot fauteuil (la FIPFA) et la fédération européenne (l'EPFA).

## Historique
À l’origine, au Lycée Toulouse-Lautrec de Vaucresson, des jeunes passionnés de football commencent à réfléchir à un moyen de pratiquer ce sport en fauteuil électrique. Le championnat de France est mis en place depuis 1992. Il regroupait alors 11 équipes.
Quelques dates :
- 1989 : Sport de démonstration aux Jeux de l'Avenir à Limoges ;
- 1991 : Premières compétitions officielles aux Jeux de l'Avenir à Hyères ;
- 1992 : Premier Championnat de France ;
- 1995 : Création de la Commission Nationale Fédérale de Foot-fauteuil électrique au sein de la Fédération Française Handisport ;
- 1999 : Cent-vingt-huit équipes pratiquent le Foot-fauteuil électrique à travers la France dont cinquante trois en compétition ;
- 2000 : 58 équipes inscrites en Championnat de France ;
- 2001 : 68 équipes inscrites en Championnat de France ;
- 2002 : Première Coupe de France ;
- 2007 : Première Coupe du monde à Tokyo;
- 2011 : Deuxième Coupe du monde à Paris;
- 2017 : Troisième Coupe du monde aux États-Unis

## Règlements
- Nombre de joueurs : 4 (3 joueurs de champs + 1 goal).
- Analogies avec le foot traditionnel
  - corners,
  - sorties de but,
  - pénalties,
  - cartons jaunes,
  - rouges.
- Différences:
  - Les remises en touches se déroulent au sol comme des coups francs directs.
  - Le hors jeu également appelé " 3 dans la boite ", interdit 3 joueurs de défendre  en même temps dans la surface (zone).
  - La règle du « 2 contre 1 » interdit aux 2 défenseurs de s'opposer à un attaquant dans un certain périmètre, y compris sans faire manifestement action de jeu. Seule l'opposition 1 contre 1 est permise dans un souci d'aérer le jeu.
  - Le « jeu arrière » interdit un contact entre un joueur arrivant en « marche arrière » et son opposant, y compris sans choc violent afin de préserver la sécurité des joueurs. Il peut être sanctionné lourdement (cartons jaunes, rouges) selon la violence du choc.
  - La vitesse est limitée en marche-avant à 10 km/h. Les fauteuils doivent être programmés avec le programme no 3 pour les matches officiels (vérifications par l'arbitre).

## Championnat de France
Le championnat de France se déroule sur 4 divisions (1re, 2e, 3e sur tout l'hexagone et "nationale" divisée en régions).

### Championnat de France - Division 1
- 2007 : Nanterre
- 2008 : Nanterre
- 2014-2015 : Grafteaux
- 2015-2016 : Auch
- 2016-2017 : Auch
- 2017-2018 : Auch

## Coupe de France
La Coupe de France se déroulant parallèlement au Championnat de France. Une phase de qualification a lieu dans chaque région. Une seule équipe est qualifiée par région. En phase finale, les équipes qualifiées se rencontrent en matchs éliminatoires.

### Vainqueurs
- 2015 : Villeneuve-d'Ascq
- 2016 : Chatenay Malabry
- 2017 : Auch
- 2018 : Grafteaux

## Coupe d'Europe
La première Powerchampion's League (coupe d'Europe des clubs de foot-fauteuil) déroule du 8 au 9 novembre 2008 en France à Douai.
La 1re Nations cup se déroule du 17 au 20 juillet 2014 à Limerick en Irlande. Elle se déroule sous forme d'une poule unique avec 6 pays : l'Irlande, l'Angleterre, la Belgique, la Suisse, le Danemark et la France. À l'issue des 15 matchs, les quatre qualifiés pour les 1/2 finales : 1er la France, 2e l'Angleterre, 3e la Belgique, 4e l'Irlande. À l'issue des 1/2 finales la France et l'Angleterre se qualifient pour la finale, la Belgique et l'Irlande s'affrontent pour la 3e place. La France bat l'Angleterre 5-0 et devient la 1re équipe remportant ce trophée. La Belgique bat l'Irlande 0-0 (3-1 t b) et remporte la 3e place.
En 2016 l'EPFA Champions Cup se déroule au Danemark à Hou. Le vainqueur est Auch (France).
En 2018 une nouvelle édition de l'EPFA Champions Cup se déroule au Danemark à Hou. Le vainqueur est Grafteaux (France).

## Coupe du monde

### Première édition au Japon (2007)
La 1re coupe du monde était sous forme d'une poule unique avec 7 pays, à l'issue des 6 matchs, les 4 premiers se qualifient pour les 1/2 finales.

#### Les scores des matchs
Matchs de poule
- Japon - Belgique : 3-0  |   France - Portugal : 10-0 | États-Unis - Angleterre : 3-0 | Japon - Danemark : 4-0 | France - Belgique : 3-0 | Angleterre - Danemark : 1-1 | États-Unis - Portugal : 8-0 | France - Danemark : 9-0 | Japon - Angleterre : 4-0 | États-Unis - Belgique : 4-0 | France - Angleterre : 1-1 | Danemark - Portugal : 3-0 | États-Unis - Japon : 2-0 | Japon - Portugal : 7-0 | Angleterre - Belgique : 1-1 | France - États-Unis : 1-1 | Danemark - Belgique : 0-4 | Angleterre - Portugal : 7-0 | France - Japon : 5-0 [États-Unis - Danemark : 6-0 | Belgique - Portugal : 11-0

Classement final :
| Classement | Pays       | Joués | Gagnés | Nuls | Perdus | Buts pour | Buts contre | Différence | Points |
| ---------- | ---------- | ----- | ------ | ---- | ------ | --------- | ----------- | ---------- | ------ |
| 1          | États-Unis | 6     | 5      | 1    | 0      | 24        | 1           | +23        | 16     |
| 2          | France     | 6     | 4      | 2    | 0      | 29        | 2           | +27        | 14     |
| 3          | Japon      | 6     | 4      | 0    | 2      | 18        | 7           | +11        | 12     |
| 4          | Belgique   | 6     | 2      | 1    | 3      | 16        | 11          | +5         | 7      |
| 5          | Angleterre | 6     | 1      | 3    | 2      | 10        | 10          | 0          | 6      |
| 6          | Danemark   | 6     | 1      | 1    | 4      | 4         | 24          | -20        | 4      |
| 7          | Portugal   | 6     | 0      | 0    | 6      | 0         | 46          | -46        | 0      |

Demi-finales :
- France - Japon : 1-0 (après prolongations)
- États-Unis - Belgique : 3-0

3e place :
- Belgique - Japon 1-1 : Belgique gagne 5-4 aux tirs au but

Finale :
- France - États-Unis : 1-1 : États-Unis gagne 6-5 aux tirs au but

### Deuxième édition à Paris (2011)

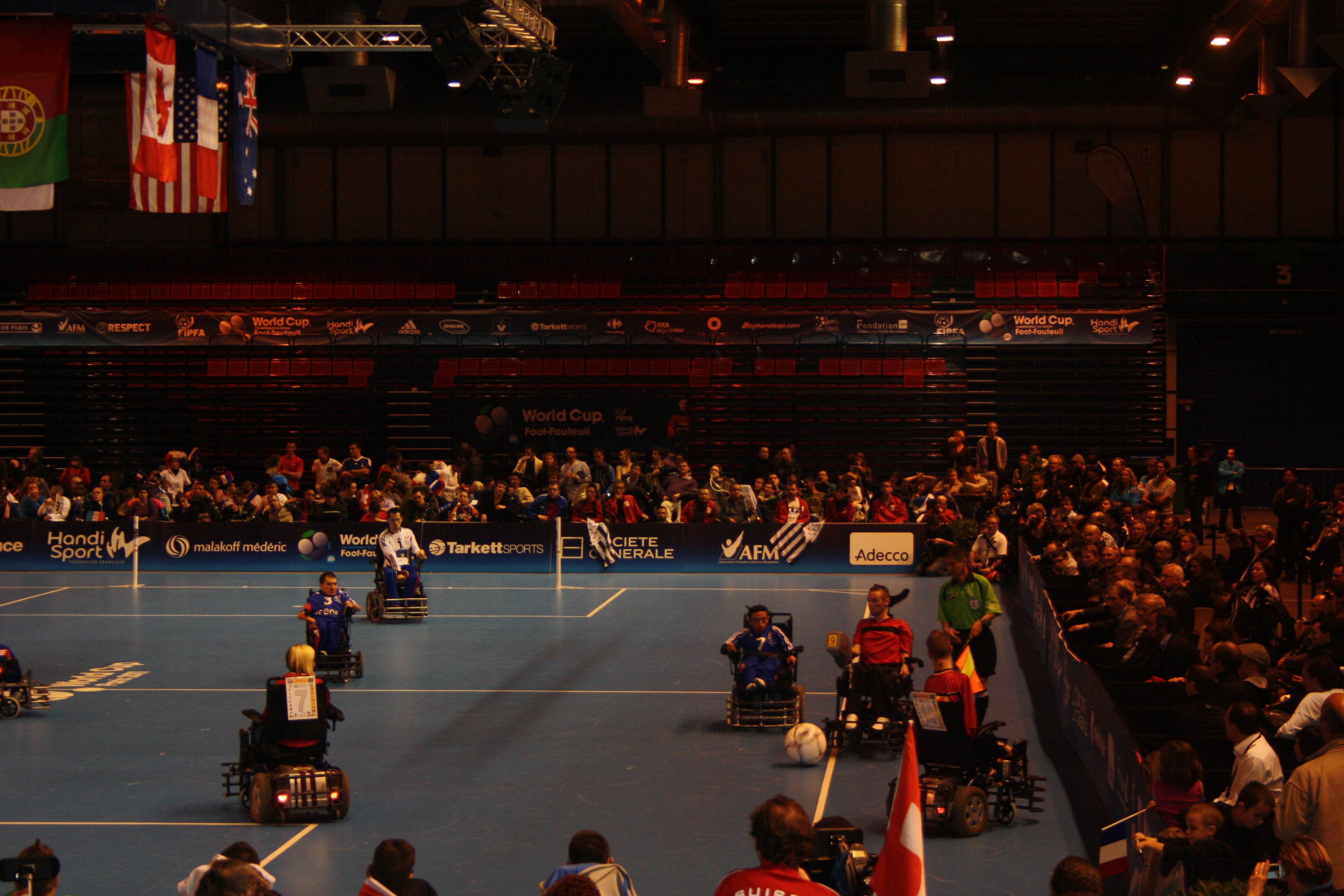
Match d'ouverture de Coupe du monde de Foot fauteuil, équipe de France contre équipe de Belgique, 2 novembre 2011 à Paris, Halle Carpentier (France)

La Coupe du monde de Foot Fauteuil Électrique a eu lieu à la Halle Carpentier à Paris  du 2 au 6 novembre 2011.
Les nations représentée lors de cette deuxième édition sont : l'Angleterre, l'Australie, la Belgique, le Canada, la France, le Japon, le Portugal, la Suisse et les États-Unis d'Amérique. Les États-Unis ont remporté la coupe devant l'Angleterre et la France.

### Troisième édition àKissimmee(2017)
Classement final :
| Rang | Équipe     |
| ---- | ---------- |
| 1er  | France     |
| 2e   | États-Unis |
| 3e   | Angleterre |
| 4e   | Australie  |
| 5e   | Japon      |
| 6e   | Irlande    |
| 7e   | Argentine  |
| 8e   | Uruguay    |
| 9e   | Danemark   |
| 10e  | Canada     |

## Trophée FFH
Le Trophée FFH, tournoi annuel exclusivement réservé aux joueurs I.M.C. licenciés, est la troisième compétition amicale historique de cette discipline. De par sa spécificité, elle permet, le temps d’un week-end, de mettre en lumière les qualités de ces joueurs qui n’ont pas souvent la chance de s’exprimer au plus haut niveau.

## Championnat d'Angleterre
Le championnat d'Angleterre se déroule sur 2 divisions : Premiership (D1) (sauf l'année dernière qui était en 2 poules avec play-off 1/4 de finale, 1/2 finale et finale) et Championship (D2).

## Championnat des États-Unis
Le championnat des États-Unis se déroule sur 2 divisions : Division 1 et Division 2. Quelques infos
- Le foot-fauteuil est l'un des plus importants sports de compétition handisport.
- Il y a plus de 915 licenciés en France.
- En 2017, la France devient championne du monde pour la première fois de son histoire.
- Il se joue en France, Belgique, Portugal, États-Unis, Canada, Australie, Japon, Royaume-Uni, Danemark, Corée du Sud, et émerge dans certains pays.
- Il existe une fédération internationale, la FIPFA (fédération internationale de powerchair football association).